# Huntingburg
Huntingburg város az Amerikai Egyesült Államok Indiana államában, Dubois megyében. Lakosainak száma 6362 fő (2020. április 1.).

## Népesség
A település népességének változása:

| 2010 | 6 057 |
| 2020 | 6 362 |